# 聖卡特琳娜亞美尼亞教堂

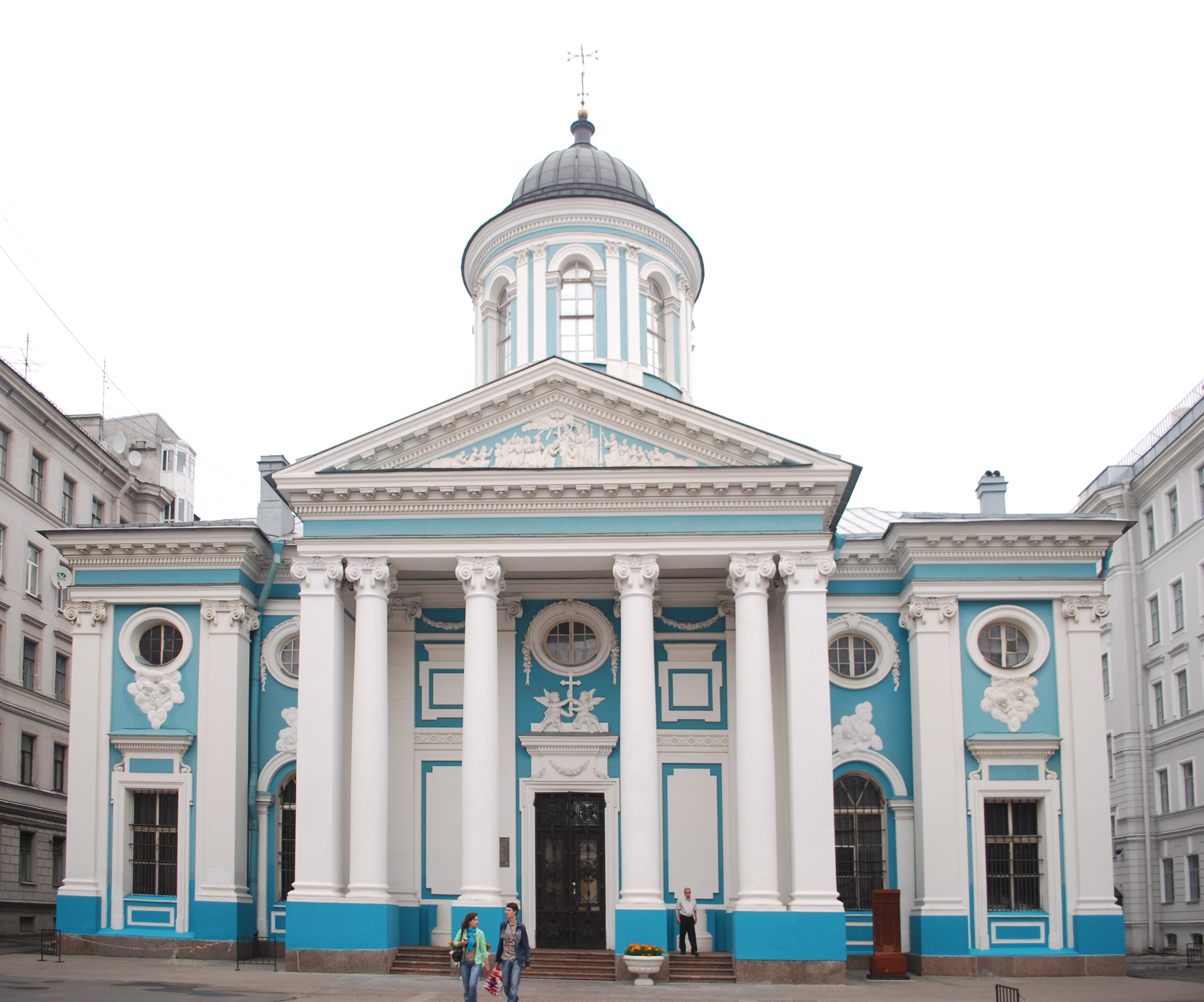
聖卡特琳娜亞美尼亞教堂

聖卡特琳娜亞美尼亞教堂（俄语：Армянская церковь Святой Екатерины，Armyanskaya tserkov Svyatoy Yekaterini，Surb Katarine yekeghetsi）是俄羅斯城市聖彼得堡的一座亞美尼亞使徒教會的教堂，位於涅瓦大街上。這座教堂修建於1770年代，是俄羅斯最早的亞美尼亞教堂之一。在蘇聯時期，這座教堂曾被關閉。二戰時期，教堂曾是防空總部。在經過修復之後，教堂在2000年恢復了其教堂功能。